# Limnophora spinifera
Limnophora spinifera är en tvåvingeart som beskrevs av Stein 1914. Limnophora spinifera ingår i släktet Limnophora och familjen husflugor.
Artens utbredningsområde är Kenya. Inga underarter finns listade i Catalogue of Life.